# Forêt de Senonches
La partie domaniale de la forêt de Senonches, d'une superficie de 4 286 ha, est l'une des grandes forêts de la région naturelle du Perche et l'un des restes de l'ancienne Silva Pertica qui la couvrait jadis. Elle est la plus grande du département français d'Eure-et-Loir et l'une des plus importantes de France.
Avec sa partie privée, elle forme un massif d'environ 8 000 ha qui s'étend de Senonches à la Ferté-Vidame.

## Histoire
L'ensemble du massif forestier est probablement le reste de la grande forêt des Carnutes : il touche presque aux massifs voisins de Bellême, Montécot, Châteauneuf-en-Thymerais.
Cette forêt est devenue domaniale à la Révolution, en 1790.

## Présentation
La forêt domaniale est présente dans les communes de Senonches, Belhomert, Digny et Le Mesnil-Thomas.
C'est, à l'origine, une hêtraie à houx, traitée en chênaie par l'Office national des forêts (ONF).

Selon l'ONF, les principales essences se répartiraient de la manière suivante :
- Chêne sessile : 73 % ;
- Hêtre : 18 % ;
- Résineux : 5 % ;
- Autres feuillus : 2 %.

Sa partie privée double au moins la surface domaniale. Elle est beaucoup plus riche en espèces végétales et arbustives notamment.

## Arbres remarquables

### Le «Chêne fauteuil»
Situé entre le rond de Condé, le rond de Monsieur et le rond des Ruelles, ce chêne rouvre ou sessile, âgé de 285 ans en 1980, a une circonférence de 6,8 m. Il est composé de cinq tiges au creux desquelles il était possible de s'asseoir.

« Le Chêne Fauteuil »
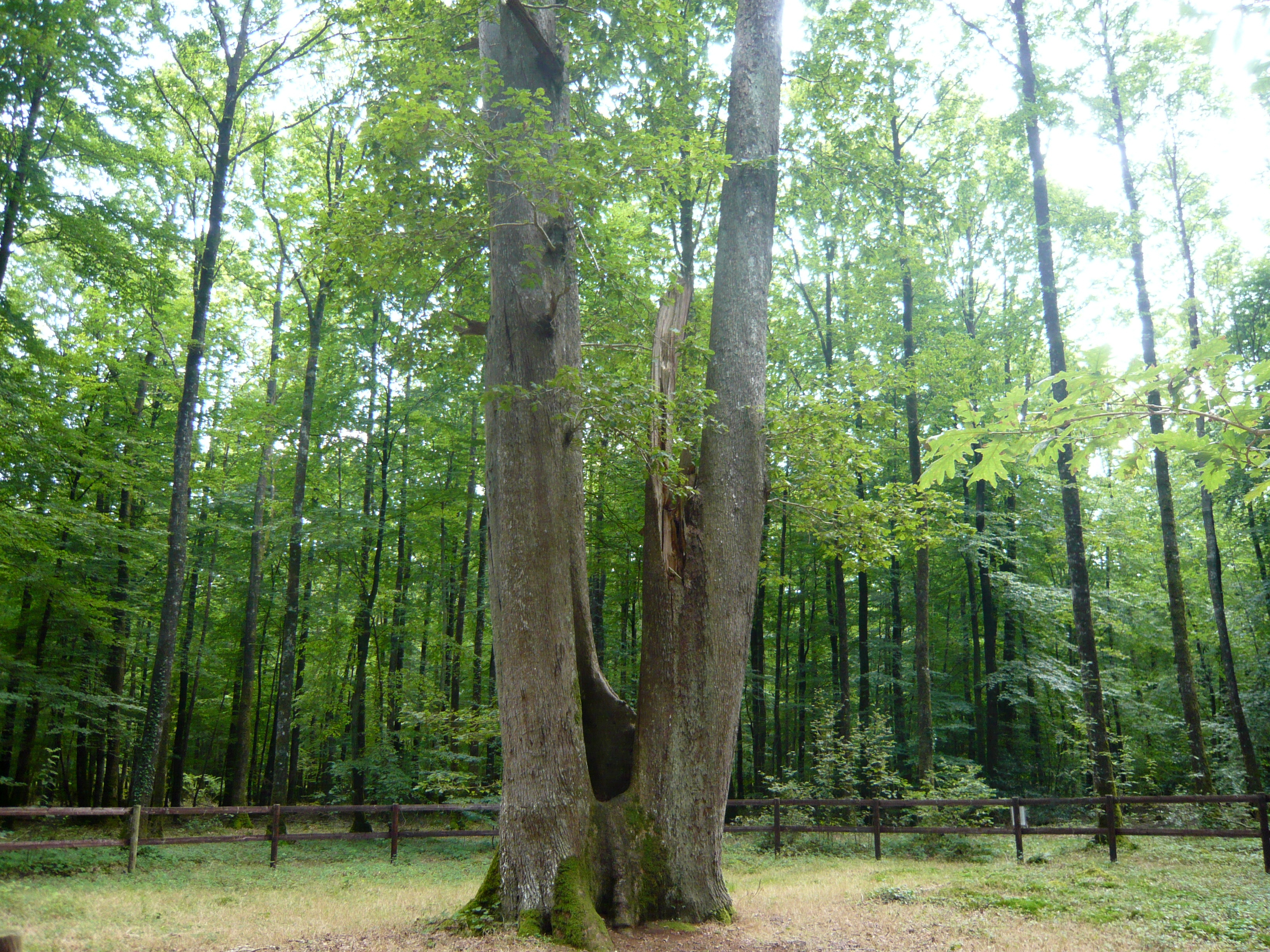
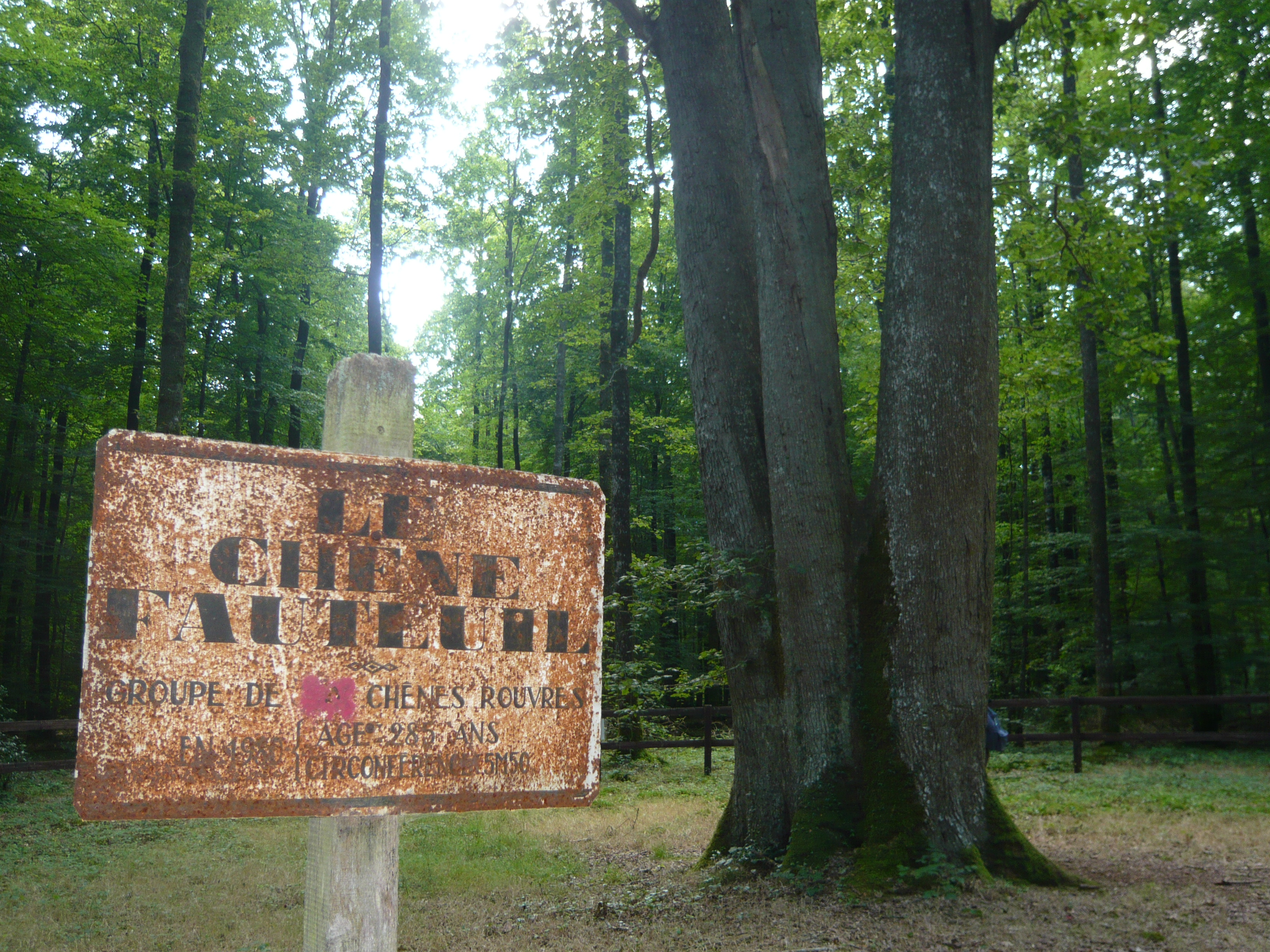

### Le chêne «Les trois frères»
Située près du rond d'Angoulême en bordure de la route départementale 941, cette cépée de trois chênes sessiles, âgée de 325 ans en 2010, mesurait 32 m de hauteur à cette date. Son diamètre à 1,30 m du sol était de 1,75 m et sa circonférence de 5,5 m.

« Les trois frères »
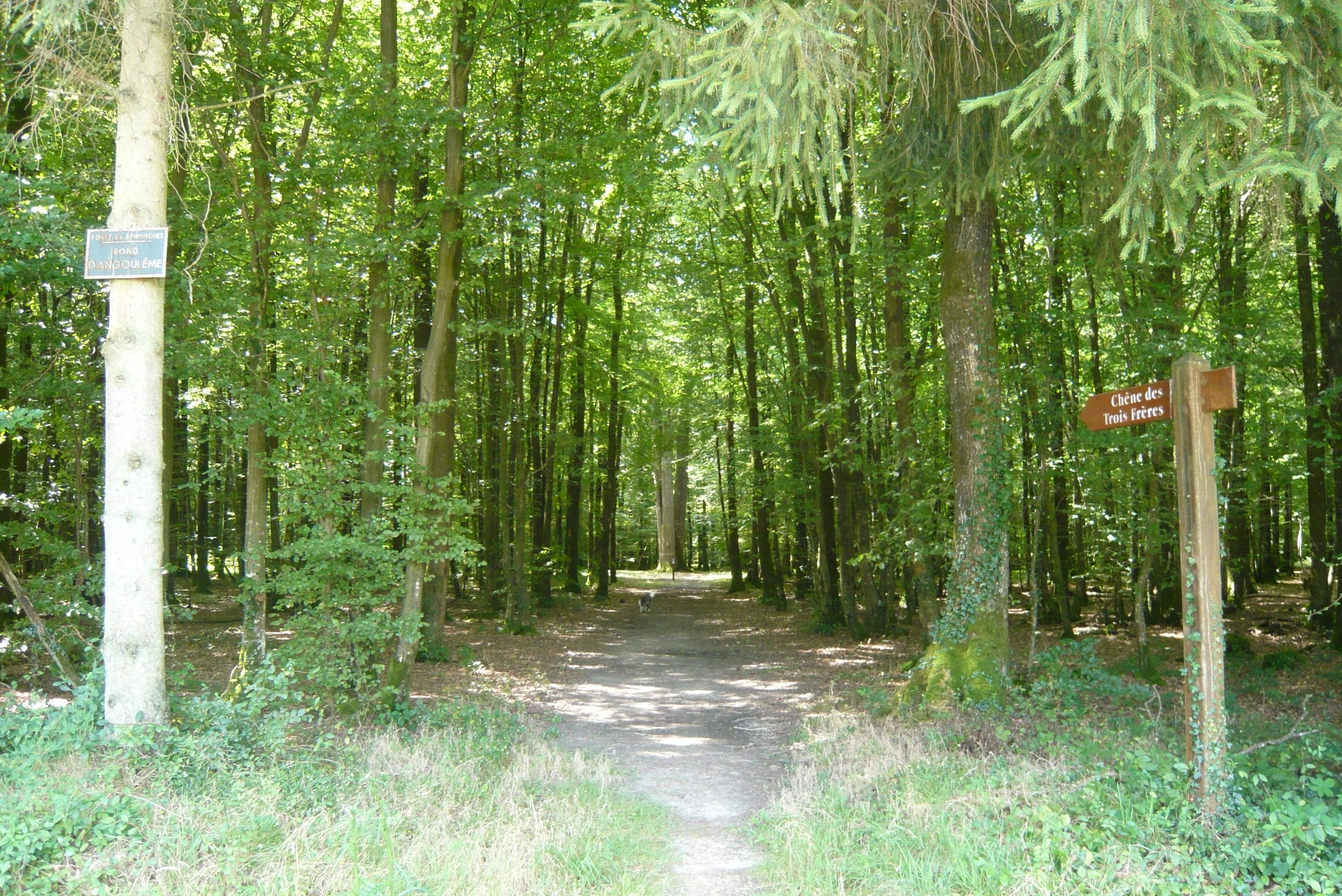
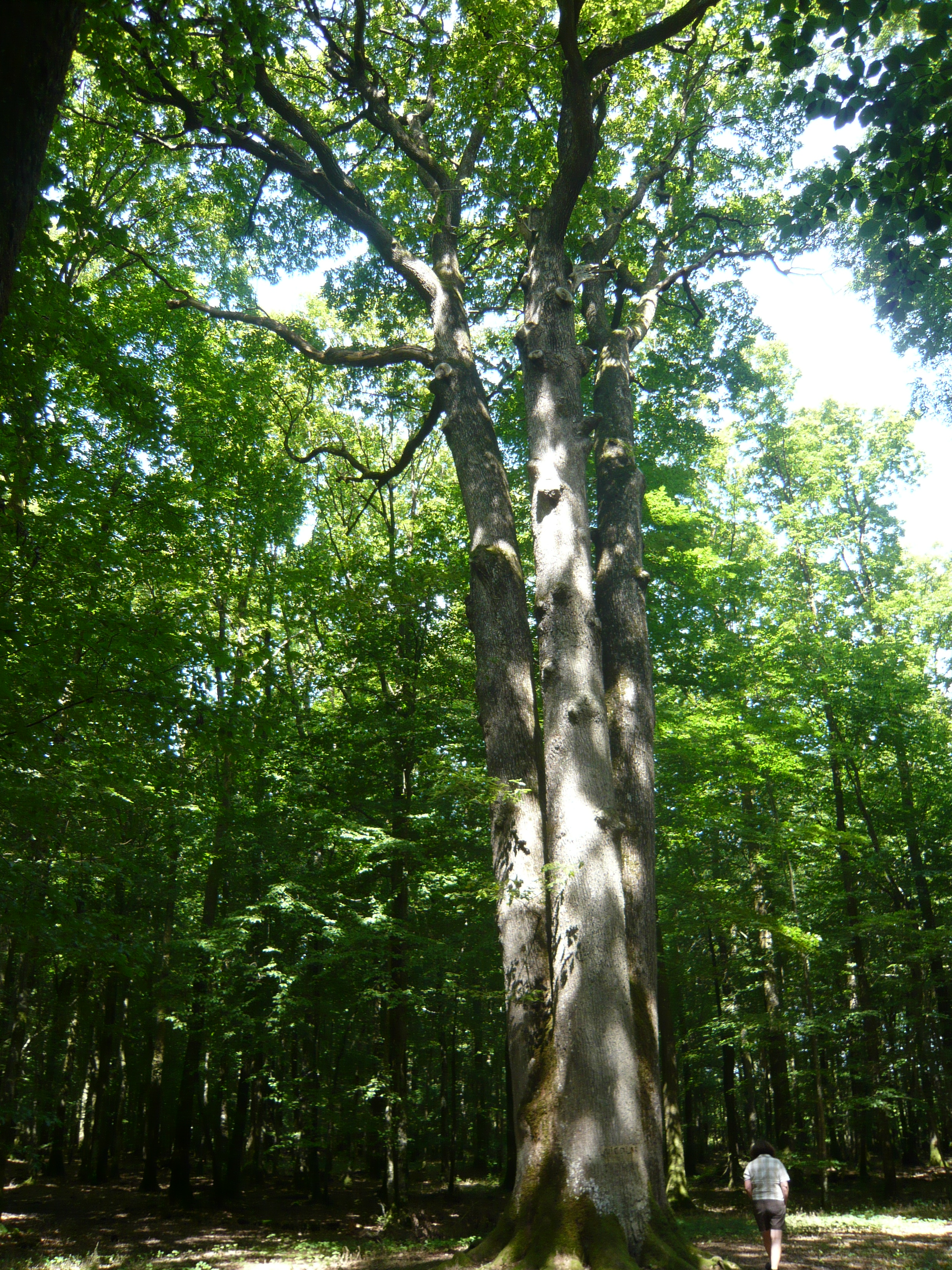
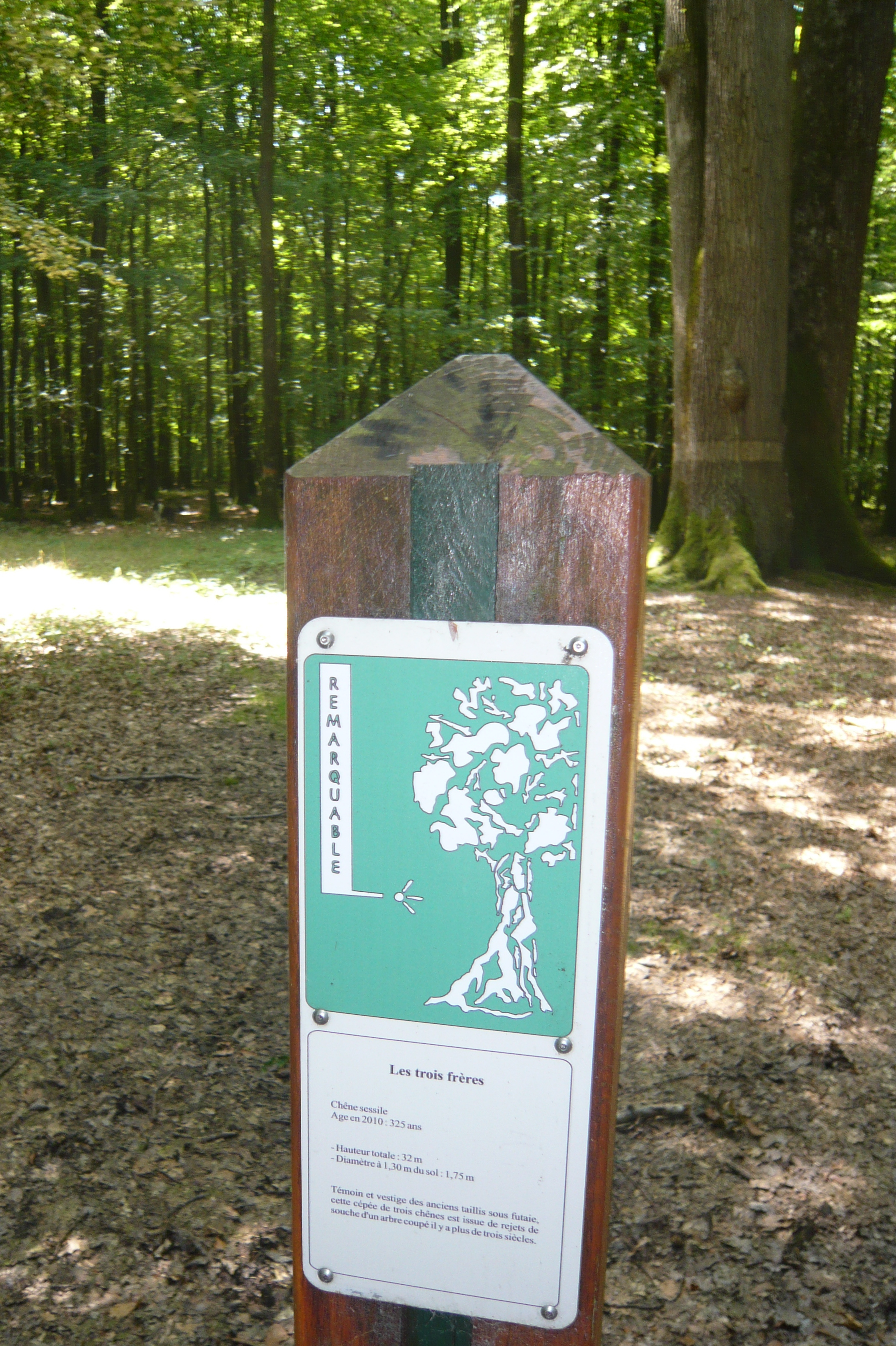